# Radzymin
Radzymin is een stad in het Poolse woiwodschap Mazovië, gelegen in de powiat Wołomiński. De oppervlakte bedraagt 23,32 km², het inwonertal 8818 (2008).

## Verkeer en vervoer
- Station Radzymin

## Geboren
- Artur Żmijewski (10 april 1966), Pools acteur van o.a. Ojciec Mateusz